# 徳川米子
徳川 米子（とくがわ よねこ、1892年（明治25年）3月26日 - 1980年（昭和55年）10月10日）は、明治から昭和後期の日本の女性。尾張徳川家第19代当主・徳川義親の妻。父は尾張徳川家第18代当主徳川義礼。母は徳川良子。

## 生涯
徳川義礼の長女として生まれる。1906年（明治39年）8月、軽井沢で越前松平家・松平春嶽の四男である錦之丞（徳川義親）と見合いし、1909年（明治42年）に結婚した。義親は入婿となり、尾張徳川家の家督を相続した。
義親との間に3男3女をもうける。1911年（明治44年）に出産した長男の義知は尾張徳川家の20代当主となる。
1980年に死去。